# Силва, Адерлан
Адерла́н де Ли́ма Си́лва, более известный как просто Адерла́н или Адерла́н Си́лва (порт.-браз. Aderlan de Lima Silva; род. 18 августа 1988 года в Кампина-Гранди, штат Параиба) — бразильский футболист, правый защитник и полузащитник клуба «Ред Булл Брагантино».

## Биография
Адерлан Силва — воспитанник команд «Баия» (Фейра-ди-Сантана) и «Кампиненсе». В основном составе последнего дебютировал 9 мая 2009 года в домашней игре против «Дуки-ди-Кашиаса» в рамках бразильской Серии B (1:2). До конца сезона сыграл ещё несколько матчей за команду, но в 2010 году в основной состав уже не попадал. 17 марта 2011 года перешёл в «Жоинвиль».
Не сыграв за клуб из Санта-Катарины ни одного матча, Адерлан вернулся в родной штат и подписал трёхлетний контракт с «Трези», за который до конца года играл в Кубке штата Параиба. В начале 2012 года был отдан в аренду в «Итапипоку», а после возвращения играл за «Трези» в Серии C. В конце года клуб продал 80 % прав на футболиста группе инвесторов. В начале 2013 года защитник стал игроком клуба «Коринтианс Алагоано», а вторую половину года на правах аренды провёл в ССА Масейо, игравшем в Серии D. В 2014 года «Коринтианс Алагоано» стал частью клуба «Санта-Рита» (Бока-да-Мата), и права на футболиста перешли к последней. Адерлан довольно успешно провёл чемпионат штата Алагоас и был взят в аренду португальской «Академикой» (Коимбра) на два сезона.
Именно в португальской Примейра-лиге состоялся дебют Адерлана в высшем дивизионе национального уровня. 14 сентября 2014 года он вышел в основе в гостевом матче чемпионата Португалии против «Боавишты», в котором команда из Коимбры уступила со счётом 0:1.
В 2017 года на правах аренды выступал за «Луверденсе». Адерлан был игроком основного состава, и помог своей команде в мае выиграть Кубок Верди. Однако по итогам Серии B команда заняла 17-е место и вылетела в Серию C. В 2018 году вновь отправился в аренду, на этот раз в «Америку Минейро». 15 мая 2018 года дебютировал в бразильской Серии A. «Америка» в гостях сыграла вничью 2:2 с «Сеарой». Адерлан отыграл весь матч и заработал жёлтую карточку.
В январе 2019 года Адерлан вновь сменил команду, присоединившись к «Ред Булл Бразил». Защитник стал твёрдым игроком основного состава в Лиге Паулисте 2019, и в мае того же годе перешёл в «Брагантино», который уже объявил об соглашении с Red Bull GmbH и будущем ребрендинге в «Ред Булл Брагантино». Адерлан стал одним из лидеров команды, которой помог выиграть Серию B и вернуться в высший эшелон бразильского футбола. В 2021 году подписал с «быками» полноценный контракт. «Ред Булл Брагантино» впервые в своей истории вышел в финал международного турнира — Южноамериканского кубка. Адерлан по пути к финалу сыграл во всех 13 матчах своей команды.

## Достижения
- Чемпион Серии B Бразилии (1): 2019
- Обладатель Кубка Верди (1): 2017
- Финалист Южноамериканского кубка (1): 2021